# نظام معلومات شنغن

نظام معلومات شنغن:
الدول التي تعمل بنظام شنغن للمعلومات بشكل كامل
الدول التي تشغل نظام معلومات شنغن في سياق التعاون في مجال إنفاذ القانون فقط

نظام معلومات شنغن (بالإنجليزية: Schengen Information System)‏ المعروف اختصاراً بـ SIS هو قاعدة بيانات حكومية تحتفظ بها المفوضية الأوروبية. تستخدم 31 دولة أوروبية نظام المعلومات الجغرافية (SIS) للعثور على معلومات حول الأفراد والكيانات لأغراض الأمن القومي ومراقبة الحدود وإنفاذ القانون منذ عام 2001. تم إطلاق نسخة فنية ثانية من هذا النظام (SIS II) ، في 9 أبريل 2013. دخل نظام معلومات شنغن المحدث حيز التنفيذ في 7 مارس 2023.

## أنظر أيضا
- اتفاقية شنغن
- نظام معلومات التأشيرة